# Robert Dölger
Robert Dölger (* 29. August 1960 in Aschaffenburg) ist ein deutscher Diplomat und seit Mai 2022 Botschafter der Bundesrepublik Deutschland in Marokko. Zuvor war er Afrikabeauftragter im Auswärtigen Amt.

## Leben
Nach seinem Abitur im Jahr 1979 absolvierte Dölger von 1981 bis 1982 eine landwirtschaftliche Berufsausbildung und studierte anschließend bis 1986 in Triesdorf Landwirtschaft im dortigen Landwirtschaftlichen Bildungszentrum. Von 1988 bis 1989 folgte ein Aufbaustudiengang Agrar- und Entwicklungsökonomie am Wye College, London.
Dölger trat im Jahr 1991 in den Auswärtigen Dienst ein und absolvierte bis 1992 den Vorbereitungsdienst für den höheren Auswärtigen Dienst. Es folgte eine kurze Verwendung in der Zentrale des Auswärtigen Amts in Berlin, bevor er 1993 ständiger Vertreter des Leiters der Deutschen Botschaft Ouagadougou wurde. Von 1996 bis 1999 schloss sich eine Verwendung als Referent in der Ständigen Vertretung bei der NATO in Brüssel an.
Nach einer weiteren Zeit als Referent in der Zentrale des Auswärtigen Amts (1999 bis 2002) wurde Dölger an die Botschaft Kopenhagen versetzt, wo er bis 2005 tätig war. Von 2005 bis 2006 war er im Rahmen des Personalaustausches zwischen dem Auswärtigen Amt und der deutschen Wirtschaft Referatsleiter für den Nahen Osten bei dem Bundesverband der Deutschen Industrie.
Von 2006 bis 2009 war er erneut in der Zentrale des Auswärtigen Amts eingesetzt und war von 2009 bis 2011 stellvertretender Leiter der Politischen Abteilung in der Botschaft London. Von 2011 bis 2015 leitete er das Referat für den Nahen Osten (Referat 310) in der Zentrale des Auswärtigen Amts. Es folgte die Aufgabe als ständiger Vertreter des Leiters (Gesandter) der Deutschen Botschaft Ankara von 2015 bis 2018.
Von 2018 bis 2022 fungierte Dölger in der Zentrale des  Auswärtigen Amts als Afrikabeauftragter.
Seit dem 9. Mai 2022 ist Dölger Botschafter der Bundesrepublik Deutschland in Marokko. Dölger wurde das Agrément erteilt, nachdem eine diplomatische Krise zwischen den beiden Ländern nach einem Telefongespräch am 16. Februar zwischen Außenminister Nasser Bourita und seiner deutschen Amtskollegin Annalena Baerbock beendet wurde, um „einen neuen Dialog zu beginnen, um Missverständnisse zu überwinden und die facettenreichen bilateralen Beziehungen zu vertiefen“.
Dölger ist verheiratet und hat vier Kinder.